# Кильява
Кильява (фин. Kiljava) — деревня в общине Нурмиярви на юге Финляндии, меж деревень Раямяки и Рёуккя. Деревня является популярным курортом, в Кильяве находится два кемпинга — Полиции Финляндии и Финской ассоциации архитекторов (SAFA). В 1977 году в деревне прошел турнир северных стран по шахматам.
В Кильяве также есть казино, общественный пляж и институт.